# 라스베이거스 영화 비평가 협회
라스베이거스 영화 비평가 협회(-映畫批評家協會, 영어: Las Vegas Film Critics Society)는 미국 네바다주 라스베이거스의 영화 평론가 조직이다.